# Татаринов Анатолій Арефійович
Анатолій Арефійович Тата́ринов (нар. 24 жовтня 1947, місто Дзержинськ, тепер місто Торецьк Донецької області) — український діяч, начальник Совєтського шахтобудівельного управління тресту «Макіїввуглебуд» Донецької області, заступник міністра вугільної промисловості України. Кандидат технічних наук. Народний депутат України 2-го скликання.

## Біографія
Народився у родині робітника.
У 1970 році закінчив Донецький політехнічний інститут за фахом «технологія і комплексна механізація розробки корисних копалин», гірничий інженер.
Працював гірничим майстром, заступником начальника та начальником дільниці шахти імені Рум'янцева тресту «Калінінвугілля» міста Горлівки Донецької області. Член КПРС.
У 1975—1991 роках — на партійній роботі в Донецької області. У 1987—1991 роках — секретар Макіївського міського комітету КПУ Донецької області.
У 1991 році закінчив Академію суспільних наук у Москві, політолог.
У 1991 році — секретар Донецького обласного комітету КПУ.
У листопаді 1991—1992 роках — начальник відділу прогнозування та забезпечення збалансованості розвитку міжгалузевого виробничого об'єднання «Дон» міста Донецька.
У 1992—1994 роках — начальник Совєтського шахтобудівельного управління тресту «Макіїввуглебуд» виробничого об'єднання «Макіїввугілля» Донецької області.
Народний депутат України 2-го демократичного скликання з .04.1994 (2-й тур) до .04.1998, Макіївський-Совєтський виборчий округ № 132, Донецька область. Заступник голови Комітету з питань паливно-енергетичного комплексу, транспорту і зв'язку, член Контрольної комісії з питань приватизації. Член (уповноважений) МДГ.
З липня 1994 року — заступник голови Донецької обласної ради народних депутатів з виконавчої роботи та з питань координації діяльності базових галузей економіки.
У серпні 1995 — серпні 1996 року — голова Координаційного комітету з питань соціальної переорієнтації трудових ресурсів при Президентові України.
У серпні 1997 — вересні 1999 року — помічник Прем'єр-міністра України.
У вересні 1999 — січні 2000 року — заступник міністра вугільної промисловості України.
У серпні 2000 — серпні 2003 року — заступник директора Державного департаменту вугільної промисловості Міністерства палива та енергетики України.
У серпні 2003 — лютому 2005 року — 1-й заступник міністра у зв'язках з Верховною Радою України Міністерства палива та енергетики України.
У грудні 2006 — 2007 року — начальник відділу забезпечення діяльності міністра вугільної промисловості України.
З 2008 роках — заступник голови Всеукраїнського об'єднання організацій роботодавців.
З 2012 року — заступник голови Громадської ради при Міністерстві енергетики та вугільної промисловості України.
Член Політради Партії регіонів.

## Нагороди та відзнаки
- медаль «За трудову доблесть»
- грамота Президії Верховної Ради УРСР
- знак «Шахтарська слава» І ст.
- знак «Шахтарська слава» ІІ ст.
- знак «Шахтарська слава» ІІІ ст.
- знак «Шахтарська доблесть» ІІ ст.
- знак «Шахтарська доблесть» ІІІ ст.